# 德米特羅夫足球會
德米特羅夫足球會（PFC Dmitrov）是一支位於俄羅斯德米特羅夫的職業足球會。

## 外部連結
- 官方网站